# Янниотас, Яннис
Яннис Янниотас (греч. Γιάννης Γιαννιώτας; 29 апреля 1993, Халкидики, Греция) — греческий футболист, полузащитник клуба «Арис». Выступал за сборную Греции.

## Клубная карьера
Янниотас — воспитанник клуба «Арис». 5 ноября 2011 года в матче против «Олимпиакоса» он дебютировал в греческой Суперлиге. 20 ноября в поединке против ОФИ Яннис забил свой первый гол за «Арис». Летом 2013 года Янниотас перешёл в дюссельдорфскую «Фортуну». Сумма трансфера составила 450 тыс. евро. 22 июля в матче против «Энерги» он дебютировал во Второй Бундеслиге. 30 августа в поединке против «Арминии» Яннис забил свой первый гол за «Фортуну».
Летом 2014 года для получения игровой практики Янниотас на правах аренды перешёл в «Астерас». 14 сентября в матче против «Паниониоса» он дебютировал за новую команду. 10 января 2015 года в поединке против ПАОКа Яннис забил свой первый гол за «Астерас».
Летом 2015 года Фортуна продала Янниотаса в «Олимпиакос». 28 октября в матче Кубка Греции против «Платаньяса» он дебютировал за новый клуб. В начале 2016 года получения игровой практики Яннис был отдан в аренду в кипрский АПОЭЛ. 10 января в матче против «Ариса» из Лимасола он дебютировал в чемпионате Кипра. 17 января в поединке против «Эносиса» Яннис забил свой первый гол за АПОЭЛ. Янниотас дважды выиграл чемпионат Кипра с составе клуба. В поединках Лиги Европы против испанского «Атлетика Бильбао» Яннис забил два мяча.
Летом 2017 года Янниотас на правах аренды перешёл в испанский «Реал Вальядолид». 16 сентября в матче против «Гранады» он дебютировал в Сегунде. В этом же поединке Яннис забил свой первый гол за «Реал Вальядолид».

## Международная карьера
В 2012 году Янниотас стал серебряным призёром юношеского чемпионата Европы в Эстонии. На турнире он сыграл в матчах против команд Англии, Эстонии, Португалии и дважды Испании. В поединке против португальцев Яннис забил гол.
В 2013 году в составе молодёжной сборной Греции Янниотас принял участие в молодёжном чемпионате мира в Турции. На турнире он сыграл в матче против сборной Мексики, Мали, Парагвая и Узбекистана.
29 марта 2015 года в отборочном матче чемпионата Европы 2016 года против сборной Венгрии Янниотас дебютировал за сборную Греции. 1 сентября 2016 года в товарищеском матче против сборной Нидерландов Яннис забил свой первый гол за национальную команду. В отборочном матче чемпионата мира 2018 против сборной Боснии и Герцеговины в результате массовой драки между игроками команд, помощник главного тренера Боснии и Герцеговины выбил Янниотасу передний зуб.

### Голы за сборную Греции
| # | Дата            | Место                         | Противник  | Результат | Счёт | Соревнование      |
| - | --------------- | ----------------------------- | ---------- | --------- | ---- | ----------------- |
| 1 | 1 сентября 2016 | Филипс, Эйндховен, Нидерланды | Нидерланды | 1:2       | 1:2  | Товарищеский матч |
| 2 | 10 октября 2017 | Караискакис, Пирей, Греция    | Гибралтар  | 4:0       | 4:0  | Товарищеский матч |

## Достижения
АПОЭЛ
- Чемпион Кипра (2): 2015/16, 2016/2017

Греция (до 19)
- Серебряный призёр юношеского чемпионата Европы: 2012